# Jesse De Bremaeker
Jesse De Bremaeker (Antwerpen, 25 juni 1987) is een Belgisch korfballer. Hij werd meerdere malen Belgisch kampioen en werd onderscheiden met de prijs Beste Korfballer van België. Daarnaast was De Bremaeker een vaste waarde in het Belgisch korfbalteam.

## Carrière als speler
De Bremaeker begon op zesjarige leeftijd met korfbal bij Boeckenberg. Hij doorliep de jeugdteams en debuteerde in 2005, op 18-jarige leeftijd in de hoofdmacht van de club.
In seizoen 2006-2007, met de nieuwe hoofdcoach Luc Tossens, werd dit voor De Bremaeker zijn tweede seizoen. In het eerste team werd hij in de zaal kampioen. Dit was zijn eerste Belgische prijs in de Topkorfbal League, het hoogste niveau van de Belgische competitie. Deze titel in 2007 zou een startschot zijn van een lange dominante periode voor Boeckenberg.
De Bremaeker won in 2008 en 2009 ook de zaaltitel met Boeckenberg en was zodoende drie keer op rij landskampioen zaalkorfbal. Ook in 2008 en 2009 won de ploeg de Beker van België in de veldcompetitie.
Seizoen 2009-2010 zou een ietwat teleurstellend jaar zijn voor De Bremaeker en Boeckenberg. De ploeg stond weliswaar zowel in de zaalcompetitie als in de veldcompetitie in de finale, maar beide finales werden verloren. In de zaal bleek Scaldis te sterk en op het veld was Riviera te sterk. Wel werd er in 2010 de Beker van België gewonnen.
In seizoen 2010-2011 revancheerde Boeckenberg zich. Allereerst versterkte de ploeg zich met de Nederlandse speler Johannis Schot en Boeckenberg plaatste zich voor de zaalfinale, waarin het te sterk was voor Scaldis met 20-17. Iets later werd de ploeg ook veldkampioen, een titel die bij De Bremaeker nog ontbrak. Als kers op de taart werd ook nog de Beker van België gewonnen en had Boeckenberg zodoende alle 3 de korfbalprijzen in 1 jaar te pakken.
Per seizoen 2011-2012 kreeg Boeckenberg een nieuwe hoofdcoach. Nederlands topspeler en topcoach Hans Leeuwenhoek werd de nieuwe coach en oogstte meteen succes. In de zaalfinale versloeg Boeckenberg concurrent Voorwaarts met 24-21 , maar in de veldfinale verloor Boeckenberg van Sikopi met 16-14. Aan het eind van het seizoen werd De Bremaeker onderscheiden met de prijs van Beste Korfballer.
In 2012-2013 stond Boeckenberg wederom in de zaal- en veldfinale. Beide finales werden gewonnen. Na dit seizoen nam coach Leeuwenhoek afscheid en kreeg Boeckenberg per 2013-2014 een nieuwe keuzeheer, namelijk Detlef Elewaut.
In seizoen 2013-2014 stond De Bremaeker voor de 8e keer in de zaalfinale. In deze spannende eindstrijd verloor Boeckenberg met 29-28, een doelpuntrijke finale. Zodoende kwam er een eind aan een reeks van 3 ononderbroken zaaltitels van Boeckenberg. Hierna reeg de club weer titels aan elkaar, want de veldtitel van 2014 werd wel gewonnen. Ook in de seizoenen erna, 2014-2015 en 2015-2016 werd de ploeg zowel zaal- als veldkampioen. De zaalfinale van 2016 was extra bijzonder voor De Bremaeker, aangezien hij 11 van de totale 24 Boeckenberg goals voor zijn rekening nam.
In 2016 nam coach Elewaut afscheid bij Boeckenberg en keerde Luc Tossens terug als hoofdcoach bij de club.
In seizoen 2016-2017 gebeurde er iets bijzonders met Boeckenberg. Sinds een lange tijd miste de club de zaalfinale en ook werd de veldtitel niet behaald. Als troostprijs won de club wel de Beker van België.
In het seizoen erna, 2017-2018 liet Boeckenberg weer van zich horen. De ploeg stond weer in de zaalfinale en versloeg AKC met 23-21. De club had de zaaltitel weer terug na 1 jaar afwezigheid. Helaas voor De Bremaeker werd in dit seizoen niet de veldtitel behaald; wel stond Boeckenberg in de finale, maar daarin was Kwik te sterk.
In seizoen 2018-2019 kreeg de ploeg weer een nieuwe hoofdcoach. Oud Boeckenberg topspeler Davor Duronjic werd de nieuwe  coach en onder hem had de ploeg het lastig. Zo werden in dit seizoen zowel de veld - als de zaalfinale gemist, iets wat Boeckenberg ook al overkwam in 2016-2017.
Seizoen 2019-2020 bleek het laatste seizoen voor De Bremaeker in het shirt van Boeckenberg. De afwikkeling van dit seizoen was vreemd, want de competitie kwam stil te liggen vanwege de COVID-19-pandemie. Hierdoor besloot de korfbalbond Boeckenberg uit te roepen als zaalkampioen zonder dat er een finale was gespeeld. Het zou het laatste wapenfeit zijn van De Bremaeker als speler. In 2020 stopte hij als actieve speler.
In januari 2021 kreeg De Bremaeker voor de tweede keer in zijn carrière de prijs van Beste Korfballer.

## Erelijst
- Belgisch kampioen zaalkorfbal, 10x (2007, 2008, 2009, 2011, 2012, 2013, 2015, 2016, 2018, 2020)
- Belgisch kampioen veldkorfbal, 5x (2011, 2013, 2014, 2015, 2016)
- Belgisch kampioen Beker van België, 6x (2008, 2009, 2010, 2011, 2014, 2017)
- Beste Korfballer van België, 2x (2012, 2019)

## Europees met Boeckenberg
Als Belgisch zaalkampioen speelde De Bremaeker 9x de Europacup ; een internationaal zaalkorfbaltoernooi met de zaalkampioenen. In deze 9 edities stond Boeckenberg in elke  keer in de finale, maar in alle 9 gevallen werd er zilver behaald. Er werd 2x verloren van DOS'46, 2x van Koog Zaandijk, 2x van PKC en 3x van TOP.
In de Supercup, een veldfinale waarin de Belgisch veldkampioen speelt tegen de Nederlandse veldkampioen werd ook enkel zilver behaald.

## Rode Duivel
De Bremaeker speelde van 2011 t/m 2017 voor het Belgisch korfbalteam. In zijn periode als international won De Bremaeker 5 zilveren medailles en 1 bronzen plak:
- WK 2011, zilver
- World Games 2013, zilver
- EK 2014, zilver
- WK 2015, zilver
- EK 2016, zilver
- World Games 2017, brons

De Bremaeker nam in 2017 afscheid als international.
1. ↑  (en)  World Games Wroclaw 2017: Team roster Belgium, The World Games 2017